# Плоскоголовый налим
Плоскоголовый налим, или лягушкоголов, или лягвоголов (лат. Raniceps raninus), — вид морских лучепёрых рыб из монотипических одноимённого рода (Raniceps) и семейства Ranicipitidae отряда трескообразных. Распространены в северо-восточной части Атлантического океана. Максимальная длина тела 30 см. Морские придонные рыбы.
Семейство Ranicipitidae ранее рассматривалось в ранге подсемейства в составе семейства тресковых. Статус повышен до ранга семейства

## Описание
Тело вытянутое, овальной формы. Пор боковой линии на голове и на теле нет. Голова широкая, сплюснута в дорсо-вентральном направлении. Верхняя челюсть длиннее нижней. Есть подбородочный усик. Два спинных плавника, в первом — три коротких луча. Во втором длинном спинном плавнике 60—66 мягких лучей. Анальный плавник с длинным основанием и 53—60 мягкими лучами; нижний край прямой без вырезки. Грудные плавники широкие, закругленные, с 22—23 лучами, их окончания доходят до начала анального плавника. Второй луч брюшных плавников удлинённый, значительно длиннее остальных лучей, достигает начала анального плавника. Хвостовой плавник закруглённый, не соединяется со вторым спинным и анальным плавником. Позвонков 45—48. Тело окрашено в однотонный тёмно-коричневый цвет с голубоватым оттенком. Губы и кончики плавников светлые.
Максимальная длина тела 30 см, обычно до 20 см.

## Биология
Морские придонные рыбы. Обитают в прибрежных водах на глубине 10—20 м, изредка встречаются на глубине до 100 м. Предпочитают каменистые грунты с зарослями морских трав. Ведут одиночный скрытный образ жизни, совершают лишь локальные перемещения. Нерестятся в мае — сентябре на глубине от 50 м до 70 м. Питаются морскими звёздами, червями, ракообразными, моллюсками и мелкими рыбами.

## Ареал
Распространены в северо-восточной части Атлантического океана: Тронхеймс-фьорд, проливы Скагеррак и Каттегат, Мекленбургская бухта; у побережья Норвегии, вокруг Британских островов и до Бискайского залива.